# Béatrice Vialle

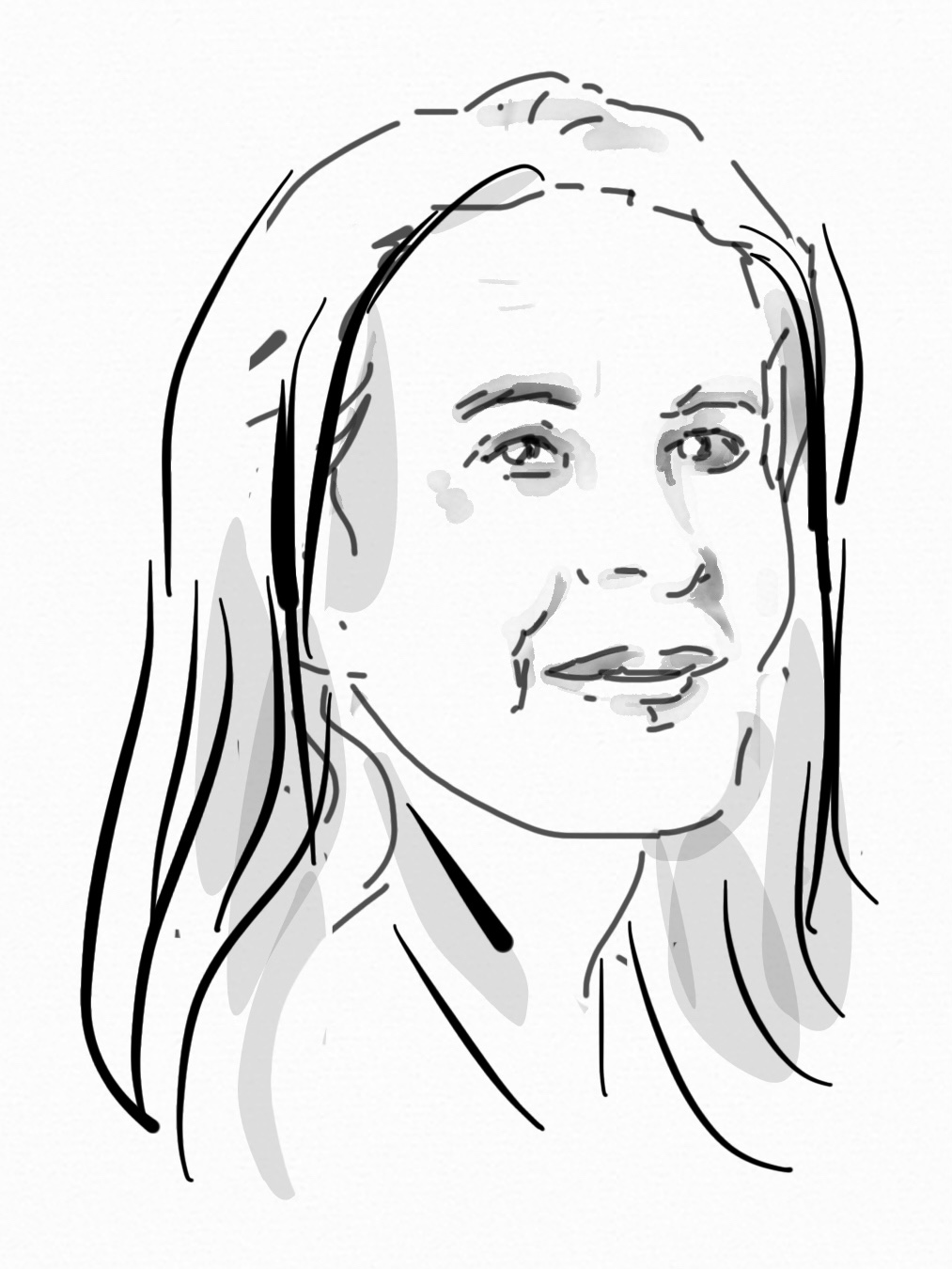
Gezeichnetes Porträt von Béatrice Vialle

Béatrice Vialle (* 4. August 1961 in Bourges) ist eine französische Fliegerin. Sie war eine von nur zwei weiblichen Piloten der Concorde und die erste kommerzielle französische Pilotin eines Überschallflugzeugs.

## Leben
Als Absolventin der École nationale de l’aviation civile (der französischen Universität für Zivilluftfahrt; 1981 zur „studentischen Lufttransportpilotin“ ernannt) begann sie ihre Karriere bei Air Littoral, wo sie eine Embraer EMB 110 Bandeirante flog. Sie wechselte 1985 zu Air France, wo sie einen Airbus A320 und eine Boeing 747 flog, bevor sie am 24. Juli 2000 ihre Musterberechtigung für die Concorde erhielt.
Sie absolvierte am 19. November 2001 ihren ersten Linienflug und wurde damit eine von nur zwei weiblichen Concorde-Piloten (neben der Britin Barbara Harmer) und die erste kommerzielle französische Pilotin eines Überschallflugzeugs (Landsfrau Jacqueline Auriol war die erste Frau, die die Concorde flog, aber als Testpilotin). Insgesamt unternahm Vialle 45 Überschallflüge Paris-New York und 3 Reisen über den Atlantik. Sie beendete ihren Dienst auf der Concorde am 31. Mai 2003 und wechselte als Kapitänin wieder auf die Boeing 747.
2020 wurde in Guinea-Bissau eine Briefmarke mit dem Porträt von  Béatrice Vialle herausgegeben.